# Ushuaia Loppet
La Ushuaia Loppet est une course de ski de fond longue distance organisée à Ushuaia en Argentine, chaque année au mois d'août depuis 1986. L'événement intègre le calendrier de la Worldloppet en 2014.

## Histoire
La course est créée en 1986 en complément de la Marchablanca et se dispute sur une distance de 42 kilomètres.